# Coppa delle nazioni africane Under-20 2017
La Coppa delle nazioni africane Under-20 2017 è stata la 20ª edizione del torneo di calcio riservato ai giocatori con meno di 20 anni di età. Si è svolta in Zambia dal 26 febbraio al 12 marzo 2017. Le semifinaliste si sono qualificate per il campionato mondiale Under-20 2017. La Nigeria, non qualificata, era la squadra detentrice del titolo.
La vittoria finale è andata allo Zambia, che nella finale del 12 marzo ha battuto il Senegal con il punteggio di 2-0. La Guinea ha battuto il Sudafrica nella finale per il 3º e 4º posto. Queste quattro squadre si sono quindi qualificate per il mondiale Under-20.
Patson Daka è stato eletto miglior calciatore della manifestazione, mentre al Sudafrica è stato conferito il premio fair play.

## Squadre qualificate
- Camerun
- Egitto
- Guinea
- Mali
- Senegal
- Sudafrica
- Sudan
- Zambia (paese organizzatore)

### Fase a gironi

#### Gruppo A

##### Classifica
| Pos. | Squadra | Pt | G | V | N | P | GF | GS | DR |
| ---- | ------- | -- | - | - | - | - | -- | -- | -- |
| 1.   | Zambia  | 9  | 3 | 3 | 0 | 0 | 10 | 2  | +8 |
| 2.   | Guinea  | 4  | 3 | 1 | 1 | 1 | 4  | 4  | 0  |
| 3.   | Egitto  | 2  | 3 | 0 | 2 | 1 | 2  | 4  | -2 |
| 4.   | Mali    | 1  | 3 | 0 | 1 | 2 | 3  | 9  | -6 |

##### Risultati
| Arbitro: | Zio |

|          |           |  |
| Daka 47’ | Marcatori |  |

| Lusaka 26 febbraio 2017, ore 18:00 UTC+2 Incontro 2 | Egitto | 0 – 0 referto | Mali | Heroes National Stadium\| Arbitro: \| Gomes \| |
| Arbitro:                                            | Gomes  |               |      |                                                |

| Arbitro: | Pavaza |

|           |           |             |
| Touré 37’ | Marcatori | 79’ Mohamed |

| Arbitro: | Bondo |

|          |           |                                                            |
| Danté 5’ | Marcatori | 8’, 66’ F. Sakala 25’ E. Banda 38’ Mwepu 51’, 54’ Chilufya |

| Arbitro: | Martins de Carvalho |

|                          |           |           |
| Daka 48’, 90’ Sakala 72’ | Marcatori | 35’ Walid |

| Arbitro: | Effa Essouma |

|                                           |           |                             |
| M. Sylla 49’ (rig.), 59’ M. A. Camara 72’ | Marcatori | 2’ Koïta 52’ (rig.) Diakité |

#### Gruppo B

##### Classifica
| Pos. | Squadra   | Pt | G | V | N | P | GF | GS | DR |
| ---- | --------- | -- | - | - | - | - | -- | -- | -- |
| 1.   | Senegal   | 7  | 3 | 2 | 1 | 0 | 7  | 4  | +3 |
| 2.   | Sudafrica | 6  | 3 | 2 | 0 | 1 | 9  | 6  | +3 |
| 3.   | Camerun   | 3  | 3 | 1 | 0 | 2 | 5  | 6  | -1 |
| 4.   | Sudan     | 1  | 3 | 0 | 1 | 2 | 3  | 8  | -5 |

##### Risultati
| Arbitro: | El Din |

|            |           |                  |
| Ndiaye 88’ | Marcatori | 10’ (rig.) Osman |

| Arbitro: | Nkurunziza |

|          |           |                     |
| Ayuk 14’ | Marcatori | 16’, 26’, 57’ Singh |

| Arbitro: | Chewe |

|             |           |                                       |
| Mohamed 79’ | Marcatori | 8’ Ketu 51’ Ayuk 73’ Gouet 89’ Mbaizo |

| Arbitro: | Hakizimana |

|                                |           |                                       |
| Jordan 1’ Malepe 24’ Singh 81’ | Marcatori | 49’ Ndiaye 54’, 61’ Diagne 70’ Diatta |

| Arbitro: | Touré |

|           |           |                                      |
| Osman 24’ | Marcatori | 13’ Mahlambi 60’ Margeman 66’ Mbatha |

| Arbitro: | Bondo |

|                      |           |  |
| Niane 45’ Diatta 48’ | Marcatori |  |

### Fase ad eliminazione diretta

#### Semifinali
| Arbitro: | Selmi |

|               |           |  |
| Chilufya 110’ | Marcatori |  |

| Arbitro: | Hakizimana |

|           |           |  |
| Badji 12’ | Marcatori |  |

#### Finale 3º- 4º posto
| Arbitro: | Zio |

|           |           |                                       |
| Jordan 5’ | Marcatori | 6’ (aut.) Mohamme 85’ (rig.) Bangoura |

#### Finale 1º- 2º posto
| Arbitro: | Nkurunziza |

|                       |           |  |
| Daka 16’ Chilufya 34’ | Marcatori |  |

## Statistiche

### Classifica marcatori
4 reti
- Luther Singh
- Edward Chilufya
- Patson Daka

3 reti
- Fashion Sakala

2 reti
- Eric Ayuk
- Morlaye Sylla
- Ousseynou Cavin Diagne
- Krépin Diatta
- Ibrahima Niane
- Liam Jordan

1 rete
- Samuel Oum Gouet
- Kalvin Ketu
- Olivier Mbaizo
- Mostafa Mohamed
- Karim Walid
- Naby Bangoura
- Mohamed Ali Camara
- Yamodou Touré
- Abdoul Karim Danté
- Moussa Diakité
- Sekou Koita
- Aliou Badji
- Ibrahima Ndiaye
- Phakamani Mahlambi
- Tercious Malepe
- Grant Margeman
- Sibongakonke Mbatha
- Hassan Hassan
- Walaa Mohamed
- Khaled Osman
- Emmanuel Banda
- Enock Mwepu

### Premi[1]
- Miglior marcatore:

 Luther Singh
 Edward Chilufya
 Patson Daka
- Premio Fair Play:

 Sudafrica
- CAF Best XI:

| Portiere      | Difensori                                           | Centrocampisti                                                            | Attaccanti               |
| ------------- | --------------------------------------------------- | ------------------------------------------------------------------------- | ------------------------ |
| Mangani Banda | Ousseynou Cavin Diagne Mamadou Mbaye Solomon Sakala | Krépin Diatta Ibrahima Niane Morlaye Sylla Edward Chilufya Fashion Sakala | Luther Singh Patson Daka |